# FCW Florida Heavyweight Championship
Le FCW Florida Heavyweight Championship (que l'on peut traduire par championnat poids lourd de Floride de la FCW), est un championnat de catch (lutte professionnelle) utilisé par la Florida Championship Wrestling (FCW).
Il est créé le 15 février 2008 quand Jake Hager bat Ted DiBiase, Jr. dans un match pour désigner le premier champion. Hager unifie ce titre avec celui de champion poids lourd du Sud de la FCW le 22 mars.

## Historique
Le FCW Florida Heavyweight Championship est créé le 15 février 2008 quand Jack Swagger bat Ted DiBiase, Jr. dans un match après une bataille royale.
Le 22 mars 2008, Jack Swagger bat Heath Slater, le FCW Southern Heavyweight Champion de l'époque, pour unifier les 2 titres.
Bo Dallas est le seul catcheur à avoir remporté le FCW Florida Heavyweight Championship à trois reprises.

## Règnes
Le titre a connu 21 règnes, pour un total de 17 champions différents, et fut vacant 1 fois.
| #  | Champion             | Nombre de règnes | Date               | Durée (jours) | Lieu            | Évènement  | Notes | Réf   |
| -- | -------------------- | ---------------- | ------------------ | ------------- | --------------- | ---------- | --- | ----- |
| 1  | Jake Hager           | 1                | 22 février 2008    | 216           | Tampa           | House show | Il bat Ted DiBiase, Jr. après un match final à la suite d'une bataille royale de 23 catcheurs. Le 22 mars 2008, Hager bat le champion poids lourd du Sud de la FCW Heath Slater pour unifier les deux titres. | ,     |
| 2  | Sheamus              | 1                | 18 septembre 2008  | 84            | Tampa           | House show | | [ 3 ] |
| 3  | Eric Escobar         | 1                | 11 décembre 2008   | 77            | Tampa           | FCW TV     | Dans un Fatal Four Way match qui incluait également Joe Hennig et Drew McIntyre. Diffusé le 4 janvier 2009.                                                                                                   | [ 4 ] |
| 4  | Michael McGillicutty | 1                | 26 février 2009    | 21            | Tampa           | FCW TV     | |       |
| 5  | Drew McIntyre        | 1                | 19 mars 2009       | 84            | Tampa           | FCW TV     | Bat Eric Escobar pour devenir le nouveau champion, à la suite d'une blessure de Joe Hennig. |       |
| 6  | Tyler Reks           | 1                | 11 juin 2009       | 63            | Tampa           | FCW TV     | |       |
| 7  | Heath Slater         | 1                | 13 août 2009       | 42            | Tampa           | FCW TV     | Dans un Triple Threat match qui incluait également Joe Hennig. |       |
| 8  | Justin Angel         | 1                | 24 septembre 2009  | 175           | Tampa           | FCW TV     | Dans un Two Out of Three Falls match. |       |
| 9  | Alex Riley           | 1                | 18 mars 2010       | 126           | Tampa           | FCW TV     | Dans un Triple Threat match qui incluait également Wade Barrett. |       |
| 10 | Mason Ryan           | 1                | 22 juillet 2010    | 196           | Tampa           | FCW TV     | Dans un Triple Threat match qui incluait également Johnny Curtis. |       |
| 11 | Bo Rotundo           | 1                | 3 février 2011     | <1            | Tampa           | FCW TV     | Norman Smiley était l'arbitre spécial. |       |
| 12 | Lucky Cannon         | 1                | 3 février 2011     | 105           | Tampa           | FCW TV     | Brett BiBiase était l'arbitre spécial. |       |
| 13 | Bo Rotundo           | 2                | 19 mai 2011        | 105           | Tampa           | FCW TV     | |       |
| -  | Vacant               | 1                | 1er septembre 2011 | <1            | Tampa           | FCW TV     | À la suite d'une blessure de Bo Rotundo. |       |
| 14 | Leo Kruger           | 1                | 1er septembre 2011 | 154           | Tampa           | FCW TV     | Dans un Fatal Four Way match qui incluait également Damien Sandow, Dean Ambrose et Husky Harris. |       |
| 15 | Mike Dalton          | 1                | 2 février 2012     | 21            | Tampa           | FCW TV     | |       |
| 16 | Leo Kruger           | 2                | 23 février 2012    | <1            | Tampa           | FCW TV     | |       |
| 17 | Seth Rollins         | 1                | 23 février 2012    | 98            | Tampa           | FCW TV     | |       |
| 18 | Rick Victor          | 1                | 16 juin 2012       | <1            | Crystal River   | House show | |       |
| 19 | Bo Dallas            | 3                | 16 juin 2012       | 43            | Crystal River   | House show | |       |
| 20 | Rick Victor          | 2                | 13 juillet 2012    | 7             | Punta Gorda     | House show | |       |
| 21 | Richie Steamboat     | 1                | 20 juillet 2012    | 25            | Saint Augustine | House show | |       |
| -  | Désactivé            | -                | 14 août 2012       |               | Tampa           |            | La FCW devient NXT Wrestling. |       |

## Règnes combinés
| Rang | Champion               | Nombre de règnes | Jours combinés |
| ---- | ---------------------- | ---------------- | -------------- |
| 1.   | Jake Hager             | 1                | 216            |
| 2.   | Mason Ryan             | 1                | 196            |
| 3.   | Justin Gabriel         | 1                | 175            |
| 4.   | Leo Kruger             | 2                | 154            |
| 5.   | Bo Rotundo / Bo Dallas | 3                | 132            |
| 6.   | Alex Riley             | 1                | 126            |
| 7.   | Seth Rollins           | 1                | 114            |
| 8.   | Lucky Cannon           | 1                | 105            |
| 9.   | Sheamus                | 1                | 84             |
| 9.   | Drew McIntyre          | 1                | 84             |
| 11.  | Eric Escobar           | 1                | 77             |
| 12.  | Tyler Reks             | 1                | 63             |
| 13.  | Heath Slater           | 1                | 42             |
| 14.  | Richie Steamboat       | 1                | 25             |
| 15.  | Michael McGillicutty   | 1                | 21             |
| 15.  | Mike Dalton            | 1                | 21             |
| 17.  | Rick Victor            | 2                | 7              |